# 七家岱满族乡
七家岱满族乡，是中华人民共和国河北省承德市平泉市下辖的一个乡镇级行政单位。

## 行政区划
七家岱满族乡下辖以下地区：
雹神庙社区村、杜岱营子村、朝阳洞村和大地村。